# Catena Luseney-Cian
La Catena Luseney-Cian è un massiccio montuoso delle Alpi del Weisshorn e del Cervino nelle Alpi Pennine. Si trova in Valle d'Aosta e prende il nome dalle due montagne più significative: la Becca di Luseney e la Punta Cian.

## Geografia
Il gruppo montuoso di forma triangolare individua le montagne collocate tra la Valtournenche, la Valpelline ed il solco principale valdostano. A nord-est il Colle di Valcornera lo separa dalla Catena Bouquetins-Cervino. Il Vallone di Saint-Barthélemy si incunea da sud nel gruppo montuoso.

## Classificazione
La SOIUSA individua la Catena Luseney-Cian come un supergruppo alpino e vi attribuisce la seguente classificazione:
- Grande parte = Alpi Occidentali
- Grande settore = Alpi Nord-occidentali
- Sezione = Alpi Pennine
- Sottosezione = Alpi del Weisshorn e del Cervino
- Supergruppo = Catena Luseney-Cian
- Codice = I/B-9.II-B

## Suddivisione
Il gruppo montuoso è suddiviso in due gruppi e cinque sottogruppi:
- Gruppo Cian-Redessau-Cima Bianca (3)
  - Sottogruppo di Cian (3.a)
  - Sottogruppo del Redessau (3.b)
  - Sottogruppo Cima Bianca-Becca d'Aver (3.c)
- Gruppo Luseney-Faroma (4)
  - Sottogruppo Luseney-Merlo (4.a)
  - Sottogruppo Faroma-Viou (4.b)

Il Gruppo Cian-Redessau-Cima Bianca raccoglie le montagne tra il Vallone di Saint-Barthélemy e la Valtournenche mentre il Gruppo Luseney-Faroma si trova tra la Valpelline ed il Vallone di Saint-Barthélemy. I due gruppi sono separati dal Colle di Livournea.

## Montagne

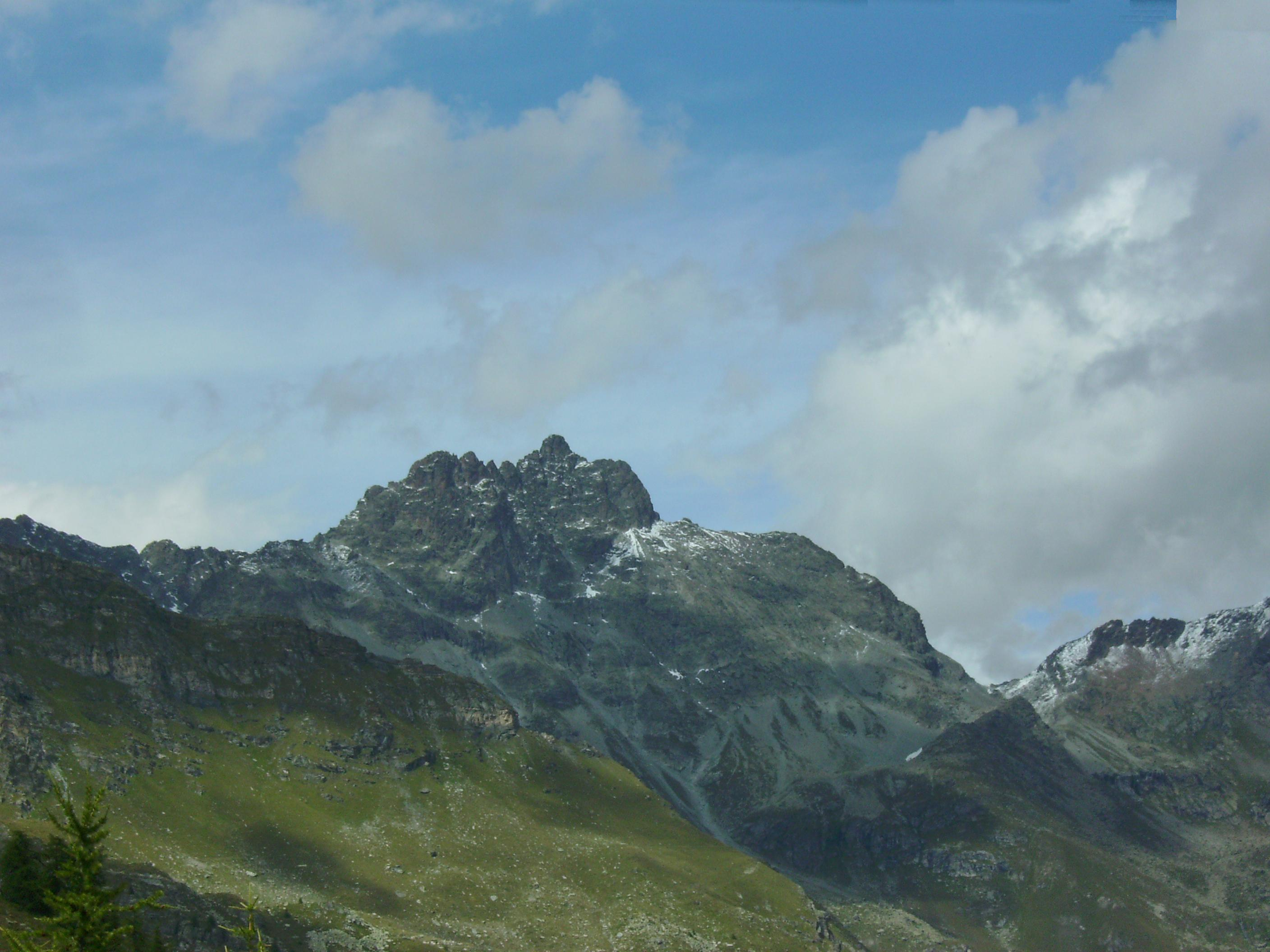
La Punta Cian.

Le montagne principali del gruppo sono:
- Becca di Luseney - 3.504 m
- Dôme de Cian - 3.351 m
- Punta Cian - 3.320 m
- Punta di Balanselmo - 3.318 m
- Monte Redessau - 3.253 m
- Becca du Merlo - 3.234 m
- Monte Pisonet - 3.205 m
- Becca de Culoz - 3.130 m
- Monte Faroma - 3.072 m
- Pointes des Montagnayes - 3.050 m
- Cima Bianca (fr. Cime blanche) - 3.009 m
- Becca d'Invergnaou - 3.001 m
- Becca de Fontaney - 2.972 m
- Tête d'Arpisson - 2.971
- Becca Conge - 2.953 m
- Becca de Nona - 2.898 m
- Mont Grand Couta - 2.864 m
- Becca di Viou - 2.856 m
- Mont Mary - 2.815 m
- Mont Grand Pays - 2.726 m
- Becca Morion - 2.719 m
- Becca d'Aveille - 2.623 m
- Becce de Novailloz - 2.587 m
- Becca de Roisan - 2.546 m
- Becca d'Aver - 2.469 m

## Rifugi alpini
Per favorire l'ascesa alle vette il gruppo montuoso è dotato di alcuni rifugi alpini:
- Bivacco Renzo Rivolta - 2.890 m
- Rifugio Oratorio di Cunéy - 2.652 m
- Bivacco Luca Reboulaz - 2.585 m
- Bivacco Lago Tzan - 2.489 m
- Rifugio Magià - 2.007 m